# Морски паяци
Морските паяци (Pycnogonida) са клас животни от тип Членестоноги (Arthropoda). Описани са над 1350 вида животни, разпространени из моретата на цялата Земя. В Черно море са установени 4 вида. Повечето са относително дребни с разкрач около 1 cm, но някои дълбоководни видове достигат 70 cm разкрач.
Със своите дълги (най-често осем чифта) крака, морските паяци наподобяват паяците, но не са нито Паяци (Araneae), нито Паякообразни (Arachinda), а са техни древни членестоноги роднини, възникнали още преди Паякообразните.

## Външен вид
Тялото на морските паяци е силно редуцирано и няма ясно обособени дялове (тагми). Затова част от вътрешните органи преминават в краката. Тялото обикновено се разглежда като съставено от три дяла – глава (цефалон), гърди (торакс) и много малко коремче (абдомен). Главата има един чифт ходилни крака, а гърдите – три. Тези два дяла понякога се разглеждат като един – главогръд (цефалоторакс) с общо 4 чифта крака. Родовете Pentanymphon, Pentapycnon и Decolopoda се отличават със своите 5 чифта крака, а родовете Sexanymphon и Dodecolopoda имат 6 чифта.

### Глава
Освен един чифт ходилни крака, главовият дял има насочено напред хоботче завършващо с уста, хелифори, палпи и яйценосни крака (овигери). Отгоре, по средата, има и очна туберкула с 4 прости очи. При различните групи морски паяци, могат да липсват хелифорите, палпите, овигерите или очите.
Хелифорите са хомоложни на хелицерите при паякообразните. Могат да имат щипки и се използват при хранене.
Палпите имат сетивна функция.
Овигерите се използват от мъжките за носене на яйцата до тяхното излюпване. Често изпълняват и допълнителни функции при ухажване и чифтосване, почистване на тялото и манипулиране на храната. При някои видове, овигери имат само мъжките; при други присъстват и при женските, но са по-малки; има и видове с изобщо липсващи овигери и при двата пола.

### Гърди
Гърдите се състоят от 3 сегмента, всеки с по една двойка ходилни крака. Краката са разположени странично, върху издатини на сегментите наречени педестали.

### Коремче
Коремчето е най-малкият дял и завършва с анус.

### Крака
Ходилните крака на главовия (1 чифт) и гръдния дял (3 чифта) са устроени еднакво. В посока от основата до върха се състоят от: 3 кокси, бедро (фемур), 2 пищяла (тибии), стъпало (тарзус) и проподус завършващ с нокътче.

## Систематична позиция
Членестоногите се разделят на два основни филогенетични клона – Chelicerata и Mandibulata, които се обособяват още преди Камбрия, вероятно през Едиакария. Pycnogonida е базален клон в Chelicerata и съответно е сестринска група на всички останали хелицерати (понякога наричани Euchelicerata). Основният морфологичен белег обединяващ хелицератите са хелицерите и техните хомолози, произхождащи от видоизменени придатъци на първичния втори сегмент на членестоногите. Хелиферите на Pycnogonida се смятат за хомоложни на хелицерите ори другите групи.
| Chelicerata | \| \| Pycnogonida \| \| \| \| \| \| Euchelicerata (паякообразни, меченосци) \| \| \| \| |
|             | \| \| Pycnogonida \| \| \| \| \| \| Euchelicerata (паякообразни, меченосци) \| \| \| \| |
|             | Mandibulata (многоножки, ракообразни, насекоми)                                         |
|             |                                                                                         |
|             | Pycnogonida                                                                             |
|             |                                                                                         |
|             | Euchelicerata (паякообразни, меченосци)                                                 |
|             |                                                                                         |

|  | Pycnogonida                             |
|  |                                         |
|  | Euchelicerata (паякообразни, меченосци) |
|  |                                         |

## Вътрешна систематика
Всички съвременни представители на клас Pycnogonida попадат в разред Pantopoda. Останалите разреди включват само фосилни видове. Най-често използваната традиционна класификация е тази на Hedgpeth (1982), която разделя разреда на 8+2 семейства. Тя се основава предимно на структурата на придатъците. Новата вълна от филогенетични изследвания внася множество промени в систематиката и много от таксоните в нея са с все още неизяснена позиция (incertae sedis). Текущия вид на съвременната класификация може да се види на сайта World Register of Marine Species, която е разработвана от работната група PycnoBase.
Традиционна класификация според Hedgpeth (1982):
Клас Pycnogonida – Морски паяци
- Разред Pantopoda
  - Семейство Ammotheidae
  - Семейство Callipallenidae
  - Семейство Colossendeidae
  - Семейство Endeididae
  - Семейство Nymphonidae
  - Семейство Phoxichilidiidae
  - Семейство Pycnogonidae
  - Семейство Tanystylidae

Няколко рода с по-особена морфология и неясен афинитет, обикновено се отделят в самостоятелни семейства:
- - Семейство Austrodecidae (родове Austrodecus и Pantopipetta)
  - Семейство Rhynchothoracidae (род Rhynchothorax)